# Civiel recht (Nederland)
Civiel recht, burgerlijk recht of privaatrecht bestaat uit een materieel en een formeel gedeelte. Het materiële gedeelte stelt regels ten aanzien van de verhoudingen tussen burgers onderling en tussen burgers en goederen. Het formeel privaatrecht is het burgerlijk procesrecht: het geeft regels over de handhaving van de materiële regels. 
Kenmerkend voor het burgerlijk recht is dat betrokkenen zelf het recht moeten activeren. Er is, anders dan bij het strafrecht, geen centrale instantie die een zaak voor de rechter brengt. Indien iemand van mening is dat een recht is geschonden, dient diegene de zaak onder de aandacht van de rechter te brengen.
Het materiële civiele recht is in Nederland met name terug te vinden in het Burgerlijk Wetboek. In andere landen met civiel recht bestaat doorgaans een wetboek met een soortgelijke naam: in Frankrijk de Code Civil, in Duitsland het Bürgerliches Gesetzbuch. Met name de Angelsaksische wereld heeft een ander systeem: het gemene recht ofwel common law.
Het materiële burgerlijk recht is op te splitsen in een deel ten aanzien van de rechtspositie van personen en een vermogensrechtelijk deel. 

## Niet-vermogensrecht

### Personen- en familierecht
In het personen- en familierecht worden zaken als huwelijk, voogdij en echtscheiding geregeld. Het personen- en familierecht is voor een groot deel gecodificeerd in boek 1 van het Burgerlijk Wetboek.

### Rechtspersonenrecht
Onder rechtspersonen vallen (stichtingen, besloten vennootschappen, naamloze vennootschappen, verenigingen enzovoorts).  Het rechtspersonenrecht vindt men grotendeels in boek 2 van het Burgerlijk Wetboek.

## Vermogensrecht
Het vermogensrecht bestaat, naast een algemeen deel, uit goederenrecht en verbintenissenrecht.

### Goederenrecht
Goederen zijn zowel zaken als vermogensrechten. Het goederenrecht geeft de regels met betrekking tot goederen en alle rechten die hieraan verbonden zijn, zoals eigendom, vruchtgebruik, erfdienstbaarheden, pand en hypotheek.  Een zaak is een voor de menselijke beheersing vatbare stof (bijvoorbeeld een fiets). Vermogensrechten zijn rechten die niet op stoffen van toepassing zijn, maar wel op geld waardeerbaar zijn (bijvoorbeeld auteursrechten).

### Verbintenissenrecht
Het verbintenissenrecht geeft aan wat de regels zijn in de rechtsverhouding tussen verschillende personen. Een verbintenis is een recht op een prestatie waarop een schuldeiser recht heeft, de schuldenaar is verplicht om deze prestatie te verlenen. Onderdeel van het verbintenissenrecht is het overeenkomstenrecht (of contractenrecht).
Verbintenissen kunnen ontstaan uit overeenkomsten, maar ook rechtstreeks uit de wet. De kern van het verbintenissenrecht vindt men in de boeken 6 en 7 van het Burgerlijk Wetboek.

## Geschiedenis
De ontwikkeling van het burgerlijk recht gaat terug tot de Romeinse tijd. Na de val van het West-Romeinse Rijk bleef in de door de Germaanse stammen veroverde gebieden het Romeins recht van kracht. Het bestond gewoon naast het Germaans recht.
Een belangrijke bron voor het recht was het Corpus Iuris Civilis.
Na de chaos van de Franse Revolutie kwam Napoleon aan de macht. In de gedeeltelijk bij Frankrijk ingedeelde Nederlandse gebieden werd meteen het Frans recht van kracht. In wat overbleef (de Bataafse Republiek en later het Koninkrijk Holland) gebeurde dat wat later. 
Napoleon heeft veel energie gestoken in de ontwikkeling van een eenduidig Frans recht, dat dus ook in Nederland ging gelden. De Code Napoleon bleef in Nederland tot 1838 in gebruik, waarna deze door een Nederlandstalig Burgerlijk Wetboek werd vervangen.
Na de Tweede Wereldoorlog achtte men de tijd rijp voor een nieuw Burgerlijk Wetboek. De Commissie Meijers kwam in 1948 met het Ontwerp Meijers voor een nieuw BW. Waarschijnlijk het belangrijkste moment van overgang van oud naar nieuw was decennia later, in 1992, toen boek 3, 5 en 6 in werking traden, waardoor het Nederlands vermogensrecht ingrijpend veranderd is. Per 1 januari 2003 is boek 4 (erfrecht) vernieuwd.